# Comtat de Duval, Florida
El Comtat de Duval és un comtat situat a l'estat de Florida. Segons el cens de 2010, la població era de 864.263 persones, i tenia una estimació per al 2014 de 897.698 persones. La seu del comtat es Jacksonville, on el govern del Comtat de Duval s'hi va establir el 1968. El Comtat de Duval es va crear el 1822, i va rebre el nom en honor de William Pope Duval, governador del territori de Florida des del 1822 fins al 1834.
El Comtat de Duval està inclòs dins l'Àrea Estadística Metropolitana de Jacksonville, Florida.

## Història
En aquesta àrea hi havia hagut assentaments de diverses cultures i pobles indígenes des de milers d'anys abans de l'arribada dels Europeus. Dins de la Reserva Ecològica i Històrica de Timucuan a Jacksonville, els arqueòlegs han excavat i extret restes de ceràmica de les més antigues dels Estats Units, datades del 2.500 abans de Crist. Prèviament a l'arribada dels europeus, l'àrea va ser habitada pels Mocama, un grup que parlava la llengua Timicuan i que vivien al llarg de les àrees costaneres del nord de Florida. Al moment en què van arribar els europeus, gran part del que ara és el Comtat de Duval va ser controlat pels Saturiwa, una de les tribus més importants de la regió. L'àrea que es va convertir en el Comtat de Duval va ser la casa al segle xvi de la colònia francesa del Fort de Carolina, i es van incrementar els assentaments europeus al segle xviii amb l'establiment de Cowford, més tard reanomenat Jacksonville.
El Comtat de Duval va ser creat el 1822 al Comtat de Sant Johns. Es va anomenar així en honor de William Pope Duval, governador del territori de Florida des del 1822 al 1834. Quan el Comtat de Duval es va crear, cobria una àrea molt extensa, per l'oest des del riu Suwannee, fins a l'est a l'Oceà Atlàntic, pel nord des del naixement del riu Suwannee fins a Jacksonville a l'alçada del riu de Sant Johns. Els comtats d'Alachua i Nassau van ser creats a partir de zones que integraven el Comtat de Duval el 1824. El Comtat de Clay va ser creat com a part del Comtat de Duval el 1858. Part del sud i de l'est del comtat de St. Johns a la conca baixa del riu Sant John es va transferir al Comtat de Duval a la dècada de 1840.

## Govern
L'1 d'octubre de 1968, el govern del Comtat de Duval es va fusionar amb el govern de la ciutat de Jacksonville.. Les ciutats del comtat de Duval Atlantic Beach, Baldwin, Jacksonville Beach, i Neptune Beach, no van ser inclosos en els límits corporatius de Jacksonville, i van mantindre els seus propis governs municipals. Tots els serveis que normalment havien de ser proporcionats pel govern del comtat eren proporcionats per la ciutat de Jacksonville.

## Geografia
Segons l'Agència de Cens dels EUA, el comtat té una àrea total de 918 milles quadrades (2.380 km²), de les quals 762 milles quadrades (1.970 km²) són terra i 156 milles quadrades (400 km²) (17.0%) són aigua. La topografia és plana costanera; tanmateix hi ha alguns turons.

### Àrees Nacionals Protegides
- Fort Caroline
- Reserva Ecològica i Històrica de Timucuan

### Comtats adjacents
- Comtat de Nassau - del nord
- Comtat de Sant Johns - cap al sud-est
- Comtat de Clay - sud-oest
- Comtat de Baker - de l'oest

## Demographics

### Cens del 2010
Agència de Cens dels EUA 2010 Cursa/Ètnica Demografia:
- Blanc (no-hispànic) (60.9% quan s'inclouen Hispans caucassis): 56.6% (10.7% alemany, 10.6% irlandès, 9.2% anglès, 4.1% italià, 2.3% francès, 2.1% escocès, 2.1% escocès-irlandès, 1.8% polonès, 1.2% holandès, 0.6% rus, 0.6% suec, 0.6% Noruec, 0.5% gal·lès, 0.5% Canadenc francès)[7]
- Negre (no-hispànic) (29.5% quan s'inclouen Afro-Hispans): 28.9% (1.7% africans subsaharians, 1.4% hidus de l'oest/Afro-Carib americà [0.5% haitià, 0.4% Jamaicà, 0.1% Altre o no especificat. Hindú de l'oest, 0.1% Bahamià])[7][9]
- Hispànic o Llatins de qualsevol raça: 7.6% (2.5% Puerto Rican, 1.7% Mexicà, 0.8% cubà)[7][10]
- Asiàtic: 4.2% (1.7% Filipí, 0.8% Hindú, 0.6% Altre Asiàtic, 0.4% Vietnamita, 0.3% Xinès, 0.2% coreà, 0.1% japonès)[7][8]
- Dos o més races: 2.9%
- Alaska i Indi americà Natiu: 0.4%
- Natiu hawaià i Altre Illenc de l'Oceà Pacífic: 0.1%[7][8]
- Altres races: 2.1% (0.9% àrab)[7]

El 2010, el 6,7% de la població es considerava només d'ascendència americana (malgrat tinguessin diferent raça o ètnia)
Hi havia 342.450 cases de les quals en el 28,68% hi vivien nens menors de 18 anys, el 41,92% eren de matrimonis que vivien junts, el 16,74% tenien una dona sense marit, i el 36,27% eren no-familiars. El 24,85% de totes les cases eren individuals i el 8,05% (2,29% homes i 5,76% dones) tenien algú vivint sol que tenia més de 65 anys. La mida mitjana de la casa era de 2,47 i la mida de cases familiars era de 3,04.
En el comtat la població estava composta per un 23.5% de nens menors d'edat, del 10,5% d'entre 18 i 24 anys, el 28,4% d'entre 25 i 44 anys, els 26,4% d'entre 45 i 64 anys i l'11,1% més grans de 65 anys. La mitjana d'edat era 35,8 anys. Per cada 100 dones hi havia 94,3 homes. Per cada 100 dones més grans de 18 anys, hi havia 91,6 homes.
Els ingressos mitjans per cada casa del comtat eren de 49.463 dólars, i la mitjana d'ingressos per cases familiars era de 60.114$. Els homes tenien una mitjana d'ingressos de 42.752 dólars versus els ingressos de les dones de 34.512 dólars. L'ingrés per capita del comtat era 25.854$. Aproximadament el 10.4% de famílies i el 14.2% de la població estava per sota del llindar de la pobresa, incloent-hi el 20,3% dels quals estaven per sota dels 18 anys, i el 9,6% que estaven per sobre dels 65 anys.
L'any 2010,el 9.0% de la població del comtat era nascuda a l'estranger, amb un 49.5% van obtenir la nacionalitat americana. Dels residents nascuts a l'estranger, el 38,2% havien nascut a l'Amèrica llatina, el 35,6% havien nascut a Àsia, el 17,9% havien nascut a Europa, el 5,8% havien nascut a Àfrica, el 2% havien nascut a Nord-amèrica i el 0,5% havien nascut a Oceania.

### Llengües
El 2010, el 87,36% de tots els residents tenien com a primera llengua l'anglesa, mentre que el 5,74% parlaven castellà, l'1,18% tagalog, el 0,53% àrab, el 0,48% serbo-croat, el 0,47% vietnamita, i el 0,46% de la població parlaven francés-Crioll (majoritàriament Haità-Crioll), com a llengua materna. En total, el 12,64% de la població parlava llengues diferentes a l'anglès com a llengua materna.

## Política

### Eleccions estatals
Deguda a la consolidació de 1968, l'alcalde de la ciutat de jacksonvill serveix al governador en lloc del tauler de comissaris del comtat.

## Biblioteca
El Comtat de Duval compta amb la Biblioteca Pública de Jacksonville.

## Canal de televisió
El Comtat de Duval té la seva pròpia xarxa d'accés a la televisió pública, coneguda com a DCPS. Principalment s'utilitza per a telenoticies sobre els diferents districtes escolars del comtat .

## Habitants
1. 842.583 - Jacksonville
2. 21.823 - Jacksonville Beach
3. 12.985 - Atlantic Beach
4. 7.124 - Neptune Beach
5. 1.430 - Baldwin